# Andrzej Tyszka
Andrzej Tyszka (ur. 1 listopada 1934 w Warszawie, zm. 12 grudnia 2022) – polski socjolog kultury, aksjolog; działacz opozycji w PRL, profesor Uniwersytetu Warszawskiego.

## Życiorys
Syn Wacława Tyszki (1905–1944), inżyniera budowy dróg i mostów, poległego w powstaniu warszawskim i Zofii z Żelkowskich (1907–1996), prawnuk zasłużonego dla Buska-Zdroju lekarza uzdrowiskowego, członka honorowego Towarzystwa Lekarskiego Warszawskiego Juliana Majkowskiego (1833–1917).
Ukończył studia socjologiczne na Uniwersytecie Warszawskim. Od 1969 do 2000 pracował w Instytucie Socjologii Uniwersytetu Warszawskiego. W 1970 obronił pracę doktorską Zróżnicowanie kulturalne i społeczne w mieście powiatowym (studium o stylu życia) napisaną pod kierunkiem Antoniny Kłoskowskiej, w 1981 habilitował się na podstawie pracy Struktura społeczeństwa i kultura socjalistyczna.
W 1978 został członkiem założycielem Towarzystwa Kursów Naukowych, był także jego wykładowcą. Internowany w stanie wojennym (od 13 grudnia do 22 grudnia 1981 w Białołęce, od 22 grudnia 1981 do 5 maja 1982 w Jaworzu, następnie otrzymał przepustkę, formalnie decyzję o internowaniu uchylono 13 lipca 1982).
W 2020 odznaczony Krzyżem Kawalerskim Orderu Odrodzenia Polski, w 2022 pośmiertnie odznaczony Krzyżem Komandorskim z Gwiazdą Orderu Odrodzenia Polski.

## Publikacje książkowe
- Olimpia i Akademia: szkice o humanistycznej treści sportu (1970)
- Uczestnictwo w kulturze: o różnorodności stylów życia (1971)
- Interesy i ideały kultury: struktura społeczeństwa i udział w kulturze (1987)
- Kultura jest kultem wartości: aksjologia społeczna – studia i szkice (1993)
- Żyjąc wśród leśnych ogrodów (2003)
- Socjologia dla patrzących z ukosa (2007)